# Pentila clarensis
Pentila clarensis is een vlinder uit de familie van de Lycaenidae. De wetenschappelijke naam van de soort is voor het eerst geldig gepubliceerd in 1903 door Neave.